# 24/24
『24/24』（にじゅうよんぶんのにじゅうよん）は、日本のシンガーソングライター・川嶋あいの5枚目のフル・アルバム。2010年5月26日にTSUBASA RECORDS（販売元はソニー・ミュージックディストリビューション）からリリースされた。

## 内容
- 前作『Simple Treasure』以来1年ぶりにリリースされたオリジナルアルバム。
- 初回盤には2009年8月26日に開催された『つばさ祭』のライブ映像からの3曲が収録されたDVDが付属する。

## 収録曲

### Disc1 / CD
| 全作詞・作曲: 川嶋あい。 |                |           |            |                                                                           |      |
| #                        | タイトル       | 作詞      | 作曲・編曲 | 備考                                                                      | 時間 |
| 1.                       | 「ハコブネ」   | 川嶋あい  | 川嶋あい   |                                                                           | 2:26 |
| 2.                       | 「WHITE」      | 川嶋あい  | 川嶋あい   |                                                                           | 4:45 |
| 3.                       | 「Collar」     | 川嶋あい  | 川嶋あい   |                                                                           | 3:59 |
| 4.                       | 「春の夢」     | 川嶋あい  | 川嶋あい   | TBS系『がっちりマンデー!!』2010年4 - 6月度エンディングテーマ              | 5:16 |
| 5.                       | 「ばんそーこ」 | 川嶋あい  | 川嶋あい   |                                                                           | 3:20 |
| 6.                       | 「おめでとう」 | 川嶋あい  | 川嶋あい   |                                                                           | 4:13 |
| 7.                       | 「大好きだよ」 | 川嶋あい  | 川嶋あい   |                                                                           | 4:51 |
| 8.                       | 「I got you」  | 川嶋あい  | 川嶋あい   |                                                                           | 3:22 |
| 9.                       | 「博多純恋歌」 | 川嶋あい  | 川嶋あい   | TOKYO MX『STRONG!ホークス野球中継2010』エンディングテーマ                 | 4:24 |
| 10.                      | 「歯車」       | 川嶋あい  | 川嶋あい   | テレビ朝日系『ビートたけしのTVタックル』2010年4 - 6月度エンディングテーマ | 4:43 |
| 11.                      | 「Eggheart」   | 川嶋あい  | 川嶋あい   |                                                                           | 4:40 |
| 12.                      | 「Day by Day」 | 川嶋あい  | 川嶋あい   | 西日本放送『女子アナの深夜はおまかせ!』エンディングテーマ                 | 4:56 |
| 13.                      | 「さくら」     | 川嶋あい  | 川嶋あい   |                                                                           | 5:12 |
| 合計時間:                | 合計時間:      | 合計時間: | 56:07      |                                                                           |      |

### Disc2 / DVD (初回限定盤のみ)
| #  | タイトル                      | 作詞 | 作曲・編曲 |
| -- | ----------------------------- | ---- | ---------- |
| 1. | 「打上花火 (LIVE DVD)」       |      |            |
| 2. | 「大丈夫だよ (LIVE DVD)」     |      |            |
| 3. | 「空色のアルバム (LIVE DVD)」 |      |            |